# Joseph Estrada
Joseph "Erap" Ejercito Estrada (sinh ngày 19 tháng 4 năm 1937) là tổng thống Philippines thứ 13 từ 1998-2001. Ông đã là thị trưởng thành phố Manila từ 2013

## Tiểu sử
Ông sinh ra trong một gia đình trung lưu, ông từng bị đuổi khỏi một trường đại học hàng đầu vì tham gia ẩu đả và liên quan đến các băng nhóm xã hội đen.
Năm 1957, Estrada bắt đầu bước vào lãnh vực điện ảnh. Trong ba thập kỷ ông đã tham gia hàng trăm bộ phim và trở thành một ngôi sao màn bạc lớn chuyên đóng vai người hùng cứu khổ cứu nạn chiến đấu chống lại những chủ đất tham lam, băng nhóm tội ác, cảnh sát tham nhũng và chính trị gia dối trá. Ông được đông đảo người dân nghèo ở nông thôn Philippines hâm mộ.
Năm 1969, ông thắng cử trong cuộc tranh chức thị trưởng thị trấn San Juan, ngoại ô thủ đô Manila và ở cương vị này suốt 16 năm.
Năm 1998, Estrada giành chiến thắng áp đảo trong cuộc bầu cử tổng thống, với tỉ lệ ủng hộ cao nhất trong các cuộc bầu cử tổng thống từng có ở Philippines và trở thành một trong những vị tổng thống nhận được sự ủng hộ cao nhất, với tỉ lệ tín nhiệm luôn luôn trên 60%.
Tháng 11 năm 2000, ông Estrada bị Quốc hội luận tội tham nhũng. Mặc dù thế, Estrada vẫn tiếp tục ngồi ghế tổng thống Philippines cho đến tháng 1 năm 2001, khi một cuộc nổi dậy với sự hậu thuẫn của quân đội đã diễn ra, lật đổ ông khỏi chiếc ghế quyền lực.
Tháng 10 năm 2001, Estrada bị Tòa án tối cao Philippines xét xử về các tội tham nhũng, rửa tiền, cản trở công lý; với cáo trạng biển thủ số tiền lên đến 4 tỉ peso (81 triệu USD). Phiên tòa này kéo dài suốt 6 năm vì vì sự vắng mặt của bị cáo Estrada, với lý do sức khỏe.
Ngày 11 tháng 9 năm 2007 vừa qua, Tòa án tối cao Philippines kết tội Estrada tham nhũng và tuyên phạt ông tù chung thân, thụ án tại nhà riêng ở thị trấn Tanay, tỉnh Rizal. Ngoài ra Estrada còn bị tòa tuyên phạt 15,5 triệu USD và phải nộp trả một khu biệt thự mà ông đã dùng tiền hối lộ để mua. Sau khi tòa tuyên án, Estrada đã phủ nhận tất cả những gì tòa án luận tội, phản đối án quyết và tuyên bố sẽ kháng án đến cùng.
Ngày 25 tháng 10 năm 2007, Tổng thống Gloria Arroyo đã chính thức ân xá Estrada và ngày 26 tháng 10, cựu tổng thống Philippines được trả tự do sau 6 năm rưỡi bị giam giữ.